# Pedrógão (Vidigueira)
Pedrógão (também chamado Pedrógão do Alentejo) é uma aldeia portuguesa sede da Freguesia de Pedrógão do Município de Vidigueira, freguesia com 125,69 km² de área e 937 habitantes (censo de 2021), e, por isso, uma densidade populacional de 7,5 hab./km².

## Demografia
Nota: Nos anos de 1890 a 1930 tinha anexada a freguesia de Marmelar, que foi extinta pelo decreto-lei nº 27.424, de 31/12/1936, ficando os lugares que a constituiam incluídos nesta freguesia.
A população registada nos censos foi:
| Distribuição da População por Grupos Etários | Distribuição da População por Grupos Etários | Distribuição da População por Grupos Etários | Distribuição da População por Grupos Etários | Distribuição da População por Grupos Etários |
| -------------------------------------------- | -------------------------------------------- | -------------------------------------------- | -------------------------------------------- | -------------------------------------------- |
| Ano                                          | 0-14 Anos                                    | 15-24 Anos                                   | 25-64 Anos                                   | > 65 Anos                                    |
| 2001                                         | 166                                          | 142                                          | 553                                          | 353                                          |
| 2011                                         | 141                                          | 127                                          | 556                                          | 327                                          |
| 2021                                         | 99                                           | 97                                           | 466                                          | 275                                          |

## Locais a visitar
- 2 dólmens na Herdade de Corte Serrão - Anta Grande de Corte Serrão
- Igreja de Santa Maria de Marmelar ou Igreja de Santa Brígida ou Igreja Paroquial de Marmelar
- Povoado de São Lourenço - Calcolítico
- Atalaia da Insuínha - Romano; Idade do Bronze; Idade do Ferro
- Monte do Peso - Habitat Romano